# Magnavox Odyssey (seria)
Seria Magnavox Odyssey – seria konsol gier wideo sygnowanych nazwą „Oddysey” wydawanych w latach 1972-1978. Seria ta zawiera oryginalną konsolę Magnavox Odyssey, późniejsze wersje konsol firm Magnavox i Philips, a także konsolę Magnavox Odyssey² wydaną w 1978 roku.

## Magnavox Odyssey
Magnavox Odyssey wydana w 1972, była pierwszą konsolą gier wideo na świecie. Stworzona została przez Ralpha Baera i po raz pierwszy zademonstrowana 24 maja 1972 roku, była sprzedawana do 1975 roku. Oryginalny Odyssey używał specjalnych wymienialnych płytek, które umieszczało się w gniazdach podobnych do gniazd kartridżów, co umożliwiało na wybór odpowiedniej gry przez gracza.

## Konsole Magnavox (1975-1977)

### Odyssey 100
Konsola Odyssey 100 powstała w 1975 roku. Konsola używała oddzielnych multichipów, przez co była znacznie prostsza niż wszystkie późniejsze modele. Magnavox w tym czasie posiadała już projekt bardziej zaawansowanego jednochipowego modelu, jednak firma Texas Instruments, nie dostarczyła odpowiednich chipów przed wydaniem konsoli. Odyssey 100 opierała się na czterech chipach Texas Instruments. Miała wbudowane dwie gry (tenis i hokej).

### Odyssey 200

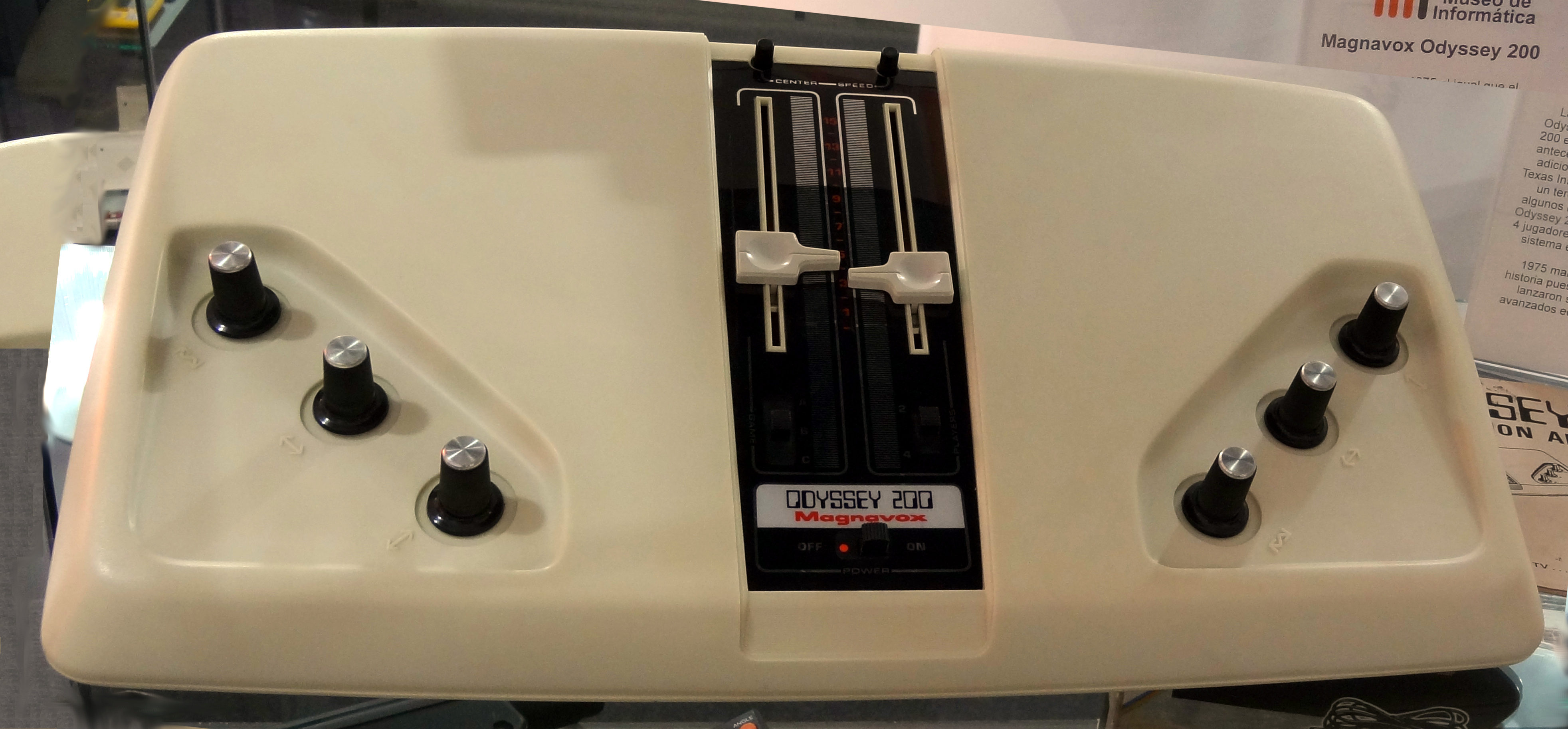
Magnavox Odyssey 200

Odyssey 200 powstała w 1975 roku. Używała pojedynczego chipu, dzięki czemu przewyższała swego poprzednika pod wieloma względami. Oprócz gier Tennis i Hokej, Odyssey 200 posiadało trzecią grę – "Smash". Odyssey 200 była pierwszą konsolą umożliwiającą grę dla dwóch i czterech graczy równocześnie. Odyssey 200 posiadał system zliczania punktów na ekranie gry, był on bardzo prosty – biały trójkąt przesuwał się o kilka pikseli w prawo za każdym razem gdy gracz zdobył punkt.

### Odyssey 300
Odyssey 300 została wydana w 1976 roku. W przeciwieństwie do dwóch poprzednich konsol, Odyssey 300 miało konkurować bezpośrednio z Coleco Telstar. Podobnie jak Telstar, Odyssey 300 wykorzystuje chip AY-3-8500. Odyssey 300 posiada te same gry co Odyssey 200, z tym, że każda z gier ma trzy różne poziomy trudności – nowicjusz, zaawansowany i ekspert. Konsola jako pierwsza używała liczb do pokazywania ilości punktów na ekranie.

### Odyssey 400
Odyssey 400 została wydana w 1976 roku, zasadniczo jest taka sama jak konsola Odyssey 200, z tym że dodano funkcję automatycznego serwu i cyfrowy system zliczania punktów. W celu zaimplementowania tej drugiej funkcji konieczne było skorzystanie z dodatkowego chipu Texas Instruments.

### Odyssey 500

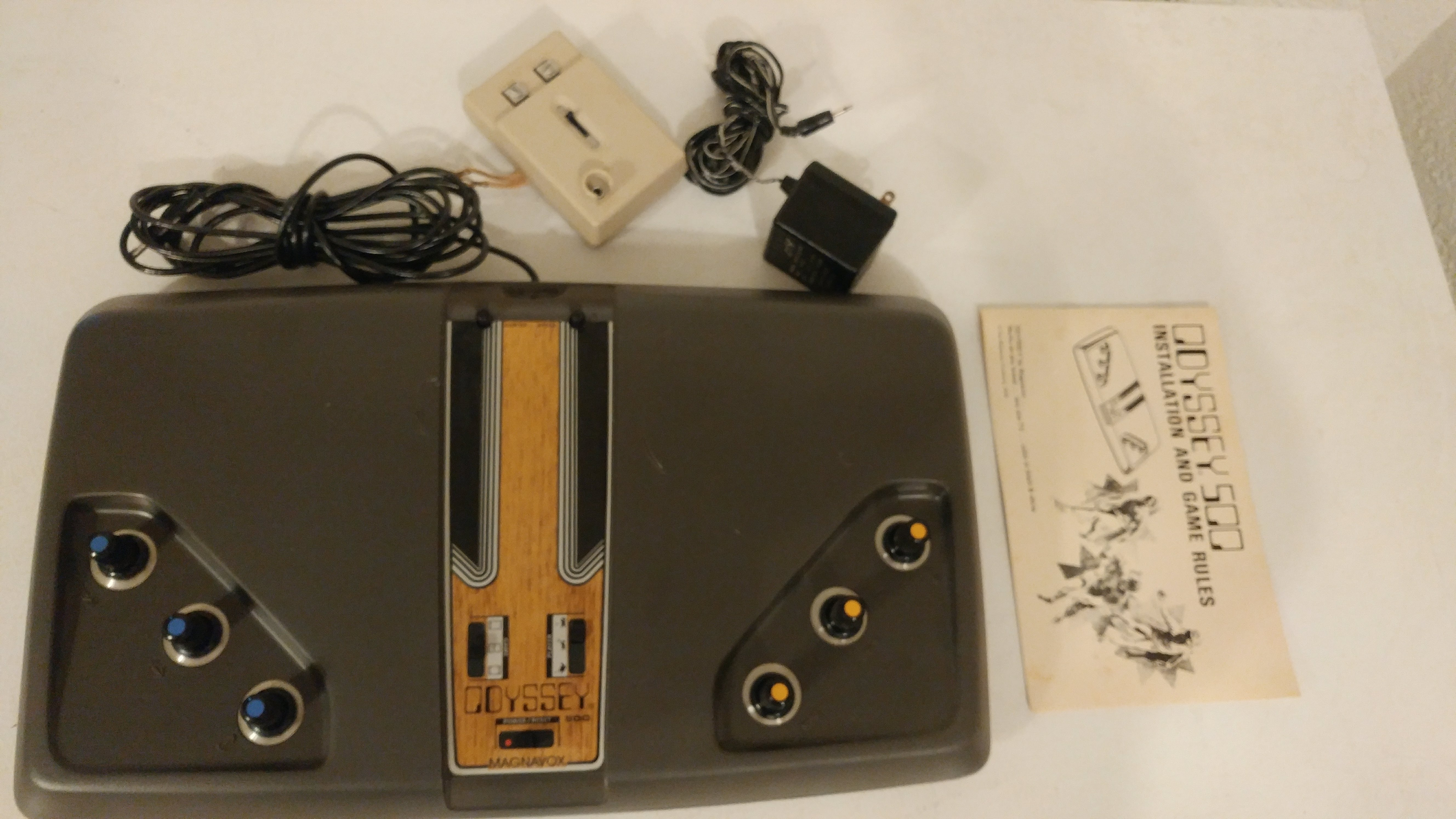
Magnavox Odyssey 500

Odyssey 500 (Model 7520) powstała w 1976 roku. Konsola niemal nie różni się od Odyssey 400, jedyną różnicą jest usprawnienie grafiki, postacie na ekranie zaczynały w tej wersji przypominać istoty ludzkie, nie były to już proste figury geometryczne jak we wcześniejszych wydaniach. Nowa grafika została użyta w trzech grach (Tennis, Hokej, Smash) aczkolwiek po użyciu odpowiednich grafik można było zagrać także w czwartą grę "Soccer". Konsola posiadała funkcję automatycznego serwu, cyfrowego zliczania punktów na ekranie, a także opcję pozwalającą na kontrolę szybkości piłki.

### Odyssey 2000
Odyssey 2000 (Model BH7510) powstała w 1977 roku. Odyssey 2000 jest w uproszczeniu ulepszoną wersją konsoli Odyssey 300. Używa tego samego chipu co Odyssey 300 (AY-3-8500). Do trzech gier (Tennis, Hokej, Smash) dodano czwartą "Practice", która była jednoosobowym trybem gry Smash. Punkty podczas rozgrywki pojawiały się na górze ekranu, wygrywał gracz, który jako pierwszy zdobył 15 punktów.

### Odyssey 3000
Odyssey 3000 (Model 7508) powstała w 1977 roku. Konsola posiadała wszystkie funkcje swojego poprzednika, oprócz tego dodano kilka nowych: trzy nowe gry "Basketball", "Soccer" i "Gridball", a także tryb treningu dla gier Smash i Basketball. Dodano także więcej opcji: możliwość wyłączenia auto serwu, ustawianie prędkości piłki, a nawet opcje zwiększenia lub zmniejszenia kąta odbicia piłki

### Odyssey 4000
Ostatnią konsolą Magnavoksu była Odyssey 4000(Model 7511) powstała w 1977 roku. Zbudowana była w oparciu o chip AY-3-8600, miała w sumie 7 tytułów (tennis, hokej, Volleyball, Basketball, Knockout, czołg i helikopter), każda z gier miała kilka wariantów rozgrywki, w sumie było ich aż 24. Urządzenie pozwalało na grę nawet 4 osób jednocześnie, była także możliwość gry przez pojedynczego gracza przeciwko komputerowi. Oprócz wszelkich funkcji znanych z poprzedniej konsoli dodano także przycisk pauzy. Chip AY-3-8600 pozwalał na użycie kolorowych grafik w tej konsoli, w przeciwieństwie do poprzedników, które używały czarno-białych.

### Odyssey 5000
Prototypowa konsola, miała posiadać dwa chipy: pierwszy MM57106 National Semiconductora z siedmioma grami (takie jak na Odyssey 2100) i CR861 Signetica z grami typu helikoptery i czołgi.

## Konsole Philips (1977-1978)
W 1974 po wykupieniu przez Philips marki Magnavox, holenderska firma zaczęła produkcję własnych konsol, które były wydawane w Europie.

### Odyssey 200
Odyssey 200 wydany przez Philipsa jest tym samym, który został wydany w USA przez Magnavox. Wydany w Europie w 1977 roku.

### Odyssey 2001
Odyssey 2001 to konsola odpowiadająca konsoli Odyssey 4000,  wydana w 1977 roku. Odyssey 2001 posiadało inne gry niż Odyssey 4000, bazowała na chipie MM-57105 firmy National Semiconductor. Konsola posiadała kolorową paletę barw.

### Odyssey 2100
Odyssey 2100 powstała w 1978 roku. Korzysta z chipu  National Semiconductor MM-57186N, który pozwala na wszystkie gry z 2100 w różnych wariantach  Flipper (7 wariantów), Tennis (2 warianty), Handball (2 warianty), Ice Hockey (2 warianty), Football (3 warianty).

## Magnavox Odyssey²
Konsola drugiej generacji, ostatnia z serii, wydana w 1978 roku.